# Italiensk mynde
Italiensk mynde er den mindste mynde, der antages at stamme fra små eksemplarer af urgamle egyptiske mynder, selvom det ikke kan fastslås med sikkerhed. Den vejer typisk mellem 3 og 5 kg og ligner en sloughi eller greyhound i miniature. Der findes en række malerier, hvor italienske mynder indgår som et dekorativt element, gerne i forbindelse med malerier af adelskvinder.